# Bonifacije IV.
Bonifacije IV., papa od 25. kolovoza 608. do 8. svibnja 615. godine.

## Životopis
Bio je sin Ivana, liječnika iz provincije Marsiane i grada Valeria. Za kardinala ga je 591. zaredio papa Grgur I. 25. kolovoza 608. godine je uspio naslijediti Bonifacija III. nakon nepopunjenosti papinske stolice više od devet mjeseci. Za vrijeme pontifikata je pretvorio Panteon, koji mu je ustupio car Foka, u kršćansku crkvu. To je bio prvi primjer transformacije poganskog hrama u mjesto kršćanskog bogoslužja u Rimu. 
Tijekom pontifikata je Mellitus, prvi biskup Londona, došao u Rim konzultirati se s papom o važnim pitanjima u odnosu na novoosnovanu englesku Crkvu. Bonifacije je pretvorio svoju rodnu kuću u samostan sv. Sebastijana, gdje je i umro. Pokopan je u trijemu bazilike Svetog Petra. Njegovi posmrtni ostaci su tri puta premještani. Proglašen je svetim, a blagdan mu se obilježava 8. svibnja.